# Клёсов, Игорь Анатольевич
Игорь Анатольевич Клёсов (латыш. Igors Kļosovs, 11 июня 1965, Донецк) — советский футболист и латвийский тренер.

## Карьера

### Клубная
Воспитанник ДЮСШ-3 г. Херсон. За свою карьеру футболиста выступал за команды: «Кристалл» (Херсон), «Буревестник» (Москва) и «Подмосковье» (Подольск).

### Тренерская
После завершения спортивной карьеры, Игорь Клёсов некоторое время работал детским тренером команды «Пардаугава» (Рига). Вскоре он вошёл в её тренерский штаб. В 1995 году специалист был назначен главным тренером команду Высшей Лиги, однако вскоре она снялась с первенства из-за финансовых проблем.
Затем Клёсов на различных должностях проработал в клубе «Даугава» (Рига). В 1999 году он возглавил команду и вывел в Высшую лигу. Однако в следующем сезоне она не смогла там закрепиться. В итоге «Даугава» заняла последнее место в чемпионате, а Клёсов покинул клуб.
С 2001 по 2004 гг. ассистировал Александру Старкову в «Сконто». Позднее Клёсов вместе с ним перебрался в московский «Спартак». Там он занимал должность второго тренера. После увольнения из клуба Старкова, Клёсов также покинул «красно-белых». После работы в «Спартаке» был ассистентом Старкова в сборной Латвии и в футбольном клубе «Баку».
Во время работы в московском «Спартаке» проходил тренерскую стажировку в бременском «Вердере».

## Достижения

### В качестве главного тренера
«ЛУ/Даугава»
- Победитель Первой лиги: 1999

«Рига Вумэн»
- Чемпион Латвии: 2024
- Обладатель Суперкубка Латвии: 2025
- Финалист Кубка Латвии: 2024

### В качестве помощника
«Сконто»
- Чемпион Латвии: 2001, 2002, 2003
- Обладатель Кубка Латвии: 2001, 2002
- Финалист Кубка Латвии: 2003

«Спартак»
- Серебряный призёр чемпионата России: 2005

«Баку»
- Обладатель Кубка Азербайджана: 2011/12

«Вентспилс»
- Серебряный призёр чемпионата Латвии: 2018
- Финалист Кубка Латвии: 2018